# Beith
Beith (Gaèlic escocès: Beithe) és una ciutat petita situada a la vall de Garnock, al North Ayrshire, Escòcia, aproximadament a 30 quilòmetres al sud-oest de Glasgow. El poble està situat a la cresta d'un turó i va ser conegut originalment com el "Hill" o "Beith" (turó dels bedolls).

## Història

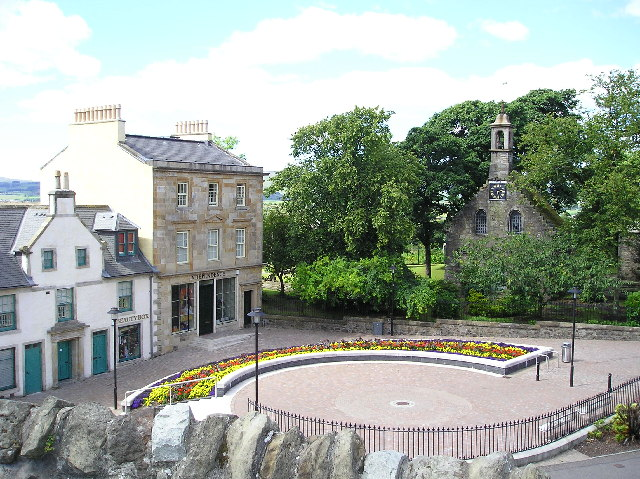
Beith Auld Kirk i The Cross

### Nom
Es creu que el nom de Beith prové de Ogham, que de vegades s'anomena "Alfabet d'arbre celta", atribuint noms d'arbres a lletres individuals. Beithe en irlandès antic significa arbre de bedoll (relacionat amb el llatí betula). Hi ha raons per creure que tot el districte estava cobert de boscos. La vila de Beith va ser una vegada coneguda com a 'Hill of Beith', ja que aquest era el nom de la baronia feudal i es va derivar del tall Hill al costat del turó del castell de Beith.
Alternativament, Beith es pot derivar de Cumbric * baɣeδ, 'boar' (en gal·lès baedd). La pronunciació local del nom afavoriria aquesta teoria.
El bosc de Beit, ara el "Moro de Beith", ha estat identificat com un lloc artúric on segons Taliessin en un poema amb el nom de 'Canowan', va ser el lloc d'una batalla a la fusta de Beit al final de el dia.

### Saint Inan
Es diu que Beith ha estat la residència ocasional de Saint Inan, un confessor d'algunes celebritats, el lloc principal de residència era Irvine. Va florir cap al 839. Encara que es diu que era ermità, segons la tradició, Saint Inan sovint visitava Beith, freqüentant Cuff Hill amb la seva Pedra i altres monuments prehistòrics. Una fenda a la part oest del Lochlands Hill encara es coneix com la "Càtedra de Sant Inan" i va dir que l'havia utilitzat el sant com a púlpit. Una recerca fracassada dels escrits del sant que es deia que es conservava a la biblioteca de Bonci, arquebisbe de Pisa, va ser creada pel coronel Mure de Caldwell al segle xix.
Es diu que sant Inan va predicar a les persones reunides de la cadira del turó. No hi havia una gran població a la zona en aquella època i les persones no estaven ubicades a Beith, sinó a la part superior del Bigholm, a prop de les antigues preses d'aigua de Beith. Els primers assentaments es trobaven a les zones fortament boscoses de les preses, on les persones estaven fora d'atac i podien obtenir aliments de la terra i pescar als llacs. Els sants d'edat van ser on es trobaven les persones, i també tendien a anar on havia estat culte als déus pagans. S'ha suggerit que High Farm Bogside, que solia anomenar-se Bellsgrove, era realment "Baalsgrove", que s'adapta a la història de Saint Inan on es trobaven els déus pagans.
Hi ha una festa ciutadana anual celebrada a la ciutat amb el nom de Sant Inan.

### Alexander Montgomerie
El poeta del segle xvi Alexander Montgomerie va néixer probablement al castell d'Hazelhead (ara Hessilhead), que es troba als afores de Beith, més enllà de Gateside. Montgomerie és considerat com un dels millors poetes d'escocesos mitjans, i potser el major exponent escocès de la forma del sonet.

### Contrabandistes
Beith té una relació històrica amb el contraban i va construir una reputació durant el segle xviii com una ciutat que va albergar aquells que no sempre tenien intencions legals. El 1733, quaranta o cinquanta contrabandistes de Beith van destituir la Casa de Duanes d'Irvine, escapant-se amb un ric botí de mercaderies confiscades de contraban [10] i, per a 1789, una empresa de 76 soldats van ser acorralats a la ciutat amb el comerç il·lícit continuat de te, tabac i esperits. Això va causar molèsties als ciutadans respectuosos amb la llei sobre els quals els soldats estaven acorralats. La ciutat es va vigilar d'aquesta manera durant algun temps després. Per tant, la casa pública popular del carrer principal encara es coneix com el Smugglers Tavern, recordant els dies en què la localització de Beith entre la costa i Paisley i Glasgow va ser un punt de parada pràctic per a aquells que participaven en activitats nefroroses.
Una possible reliquia dels dies de contraban de Beith és el túnel de la llei que es diu que va d'Eglinton Street a Kilbirnie Loch.

### Morishill i James Montgomery
Ara, una petita urbanització, la casa i la terra de Morrishill es trobaven a poca distància al sud de Beith. Va ordenar una vista excel·lent i estava ben protegit amb arbres. Propietat de Robert Shedden, que va comprar la terra el 1748, està notòriament lligada al cas de James Montgomery.

### Rev. John Witherspoon
Una de les diverses reclamacions de la fama de Beith és que un signant de la Declaració d'Independència americana, el reverend John Witherspoon, era un exministre d'una de les seves parròquies d'Església d'Escòcia entre 1745-1757. El 1745 va dirigir els homes de Beith a Glasgow per defensar el rei Jordi III contra Carles Eduard Stuart en la rebel·lió jacobita del 45. Tot i rebre ordres de tornar a Beith, Witherspoon va ser capturat a la batalla de Falkirk i va ser empresonat per un temps al castell de Doune. Més tard va emigrar i es va fer membre del congrés nord-americà i al juliol de 1776 va votar per la Resolució per la Independència. En resposta a una objecció que el país encara no estava preparat per a la independència, segons la tradició, va respondre que "no només estava madur per a la mesura, sinó en perill de podridura per la seva falta". Witherspoon era també el sisè president de la Universitat de Princeton i va mostrar un gran compromís amb l'educació liberal i el govern republicà. Va morir el 1794 a la seva granja "Tusculum", just al costat de Princeton, i va ser enterrat al Cementiri de Princeton. -Els seus descendents directes inclouen l'actriu Reese Witherspoon i ell és commemorat per estàtues a Washington DC a la Universitat de l'Oest d'Escòcia a Paisley, i una placa, situada per DSDI el 2009 al centre del poble de Beith.

### Robert Tannahill
Els parents del poeta escocès Robert Tannahill van viure a la granja de Boghall, prop de Gateside. La seva mare, Janet Pollock, va venir de Boghall tot i que va passar gran part de la seva vida a la casa del seu oncle, Hugh Brodie, que va cultivar a Langcroft als peus de Calder Glen, prop de Lochwinnoch. Robert Tannahill (3 de juny de 1774 - 17 de maig de 1810), va ser conegut com a "Weaver Poet", la seva música i poesia és contemporània amb la de Robert Burns i els dos van morir quan era relativament jove.

### Henry Faulds
El Dr. Henry Faulds, originador del concepte d'ús forense de les empremtes dactilars, va néixer a Beith el 1843. Un home ben viatjat, va explicar la idoneïtat de les empremtes digitals per a la identificació de delinqüents i també va escriure a Charles Darwin per reenviar les seves idees. La carta mai no va ser publicada i va morir el 1930, de 86 anys, amargada per la manca de reconeixement que havia rebut pel seu treball. El seu treball al Japó és recordat per una pedra commemorativa a Tòquio. El 2007 també es va fer un monument a Woolstanton, a prop del pati de l'església de Santa Margarida, on va ser enterrat.
El 12 de novembre de 2004 es va dedicar una important pedra commemorativa amb placa d'interpretació a la seva memòria al centre de la ciutat de Beith prop del lloc de la casa a New Street on va néixer.

## Indústria

### Tèxtils
Quant al moment de l'Acta d'unió, el comerç de lli es va introduir a Beith, que es va fer tan considerable, que els mercats Beith van ser freqüentats per comerciants de les ciutats veïnes cada setmana. Cap a la dècada de 1730, el negoci de la roba de lli en declivi va ser succeït per un important comerç de fils de lli. Els germans Crawford, filadors de lli i fabricants de fils de lli i fils de sabates es van obrir a Crummock el 1775 i es van traslladar a una fàbrica a Barr Farm, Barrmill el 1836. La fàbrica va canviar de mans, continuant en la seva producció com Companyia de Costura Anglesa fins a 1946. [20] Els comerciants de Beith van comprar el filat realitzat a la zona local i el van vendre als fabricants de Paisley i Glasgow. La demanda de mercaderies va encoratjar els agricultors locals a elevar grans quantitats de lli i el comerç de fil de lli va arribar al seu punt màxim al voltant de 1760. La fabricació de gasa de seda va substituir ambdós comerços i, de 1777 a 1789, la quantitat de telers a la ciutat que va produir la gasa va arribar al seu punt màxim aproximadament 170.

### Fabricació de mobles
Des de 1845 fins a la dècada de 1980, Beith va tenir l'honor de ser la ciutat de fabricació de mobles més important d'Escòcia amb una reputació de mobles d'alta qualitat. Els orígens de la indústria es remunten a Mathew Dale, que va començar fabricant mobles per a la gent local el 1845. Un antic empleat de Dale, Matthew Pollock, va avançar la fabricació introduint maquinària en un establiment de fàbrica a 3 milles (5 quilòmetres) fora de la ciutat de l'estació de tren de Beith North. Després d'aproximadament dotze anys, Pollock i els seus germans van vendre la fàbrica a Robert Balfour, i es van traslladar a la ciutat per expandir el seu negoci. Balfour va patir els mateixos problemes que els Pollock Brothers en no poder atraure empleats de la ciutat disposats a caminar a 5 milles (5 quilòmetres) per treballar. El 1872 va construir una fàbrica a prop de l'estació de ferrocarril de Beith Town i va convèncer a l'empresa ferroviària per construir un revestiment per facilitar el transport de matèries primeres i productes acabats.
La indústria es va expandir a través de l'àrea local convertint-la en un centre d'excel·lència en la fabricació de mobles i en la construcció de la seva reputació a tot el món. A finals de la dècada de 1920, el transport es va allunyar del ferrocarril, però la indústria va continuar creixent amb moltes empreses productores de mobles d'alta qualitat: Macneill Bros, especialitzada en sala de juntes i accessoris per a biblioteques, Stevenson i Higgins van fabricar gàbies d'elevació, hotels i grans magatzems, Balfours va ser durant molts anys fabricants principals de mantlepieces a Escòcia, alguns van ser dissenyats amb un estil elegant, i van requerir l'habilitat d'experts en la fusta. Matthew Pollock Ltd subministra mobles al RMS Queen Mary i al RMS Queen Elizabeth II.
El mobiliari ja no es produeix a Beith a causa del tancament de les diferents empreses fabricants. Els tancaments van ser causats per multitud de problemes com la recessió econòmica i la impossibilitat de competir amb les empreses de mobiliari d'auto-muntatge i el seu augment de popularitat. L'últim fabricant de mobles més important de tancar va ser Beithcraft (abans Balfours) que va acabar el 1983 (després d'un incendi principal uns anys abans, que va destruir grans seccions de la planta) amb la pèrdua de 420 llocs de treball. Amb aquest tancament final va arribar la fi de la reputació de Beith per ser un dels principals fabricants de mobles del país.
Aquesta història de la fusteria es recorda amb el sobrenom de l'equip local de futbol, Beith Juniors, que normalment es coneix com "The Cabes".

### DM Beith
Un gran centre de defensa Munitions (DM) està situat entre Beith i Barrmill. El lloc va ser desenvolupat originalment en 1943 com un Royal Naval Armaments Depot, municions, per a la Royal Navy, el Ministeri de Defensa segueix mantenint el dipòsit d'armament, DM Beith, a la zona.
Com a part dels plans de reorganització del Ministeri de Defensa l'any 2005, es van reduir els 60 llocs de DM-Beith en un 60. Això es va atribuir als canvis en la forma en que es van emmagatzemar i distribuir els equips i els subministraments, i es va esperar que en aquest moment redueix els costos en 50 milions de lliures anuals l'any 2010.

### Indústries regionals
Històricament, en els últims temps, els principals empresaris de la zona van ser les fàbriques de ferrocarril de Glengarnock i la planta de fabricació de cotxes de Linwood. Fora de la indústria del moble, una gran part de la població local va ser emprada en aquestes indústries. En el seu apogeu, les Steelworks locals tenien 3.000 empleats, però en tancar-se el 1985 s'havien reduït a 200. La planta de cotxes de Linwood va fabricar el Hillman Imp, un competidor de BMC's Mini, i va proporcionar fins a 9.000 llocs de treball durant la producció punta, però va ser tancat per Peugeot-Citroen el 1981. S'ha estimat que 13.000 treballadors van quedar sense ocupació a la regió com a conseqüències directes i indirectes del tancament de Linwood.

## Actualment
Avui dia, Beith és un poble dormitori amb una reputació com a lloc amable i acollidor on treballar, viure i socialitzar. El 1966, una enquesta local estimava que el 48% de la població treballava fora de la ciutat, mentre que avui la xifra és més propera al 80%. La població actual és d'uns 7.000 ajudats per la realització de deu habitatges privats datats de 1966 a l'actualitat i per la remodelació de llocs dins del municipi. La ciutat té una gran quantitat d'organitzacions socials per a tothom i hi ha excel·lents línies de transport a Glasgow.

### Regeneració
North Ayrshire ocupa el cinquè lloc més alt d'Escòcia en termes de percentatge de la població que viu a les zones més desfavorides. Aquestes àrees han estat objecte de regeneració per part de l'autoritat local. Això implica l'orientació de l'activitat i els recursos per part de l'associació de planificació comunitària en relació amb l'habitatge, la delinqüència, els ingressos, l'ocupació, la salut, les capacitats i la formació i l'accés als serveis. Una petita àrea de Beith és una de les tres àrees de regeneració a la Vall de Garnock. Aquestes són les àrees de regeneració més petites d'Ayrshire. Això es deu en part a que la privació rural tendeix a estar menys concentrada geogràficament que la privació urbana, per la qual cosa segueix sent més oculta, sent experta pels individus i les famílies en comptes de les comunitats més grans [26]. L'àrea de Beith destinat a la regeneració ascendeix a 359 llars i 635 persones (aproximadament el 10% de la població).

## Llocs

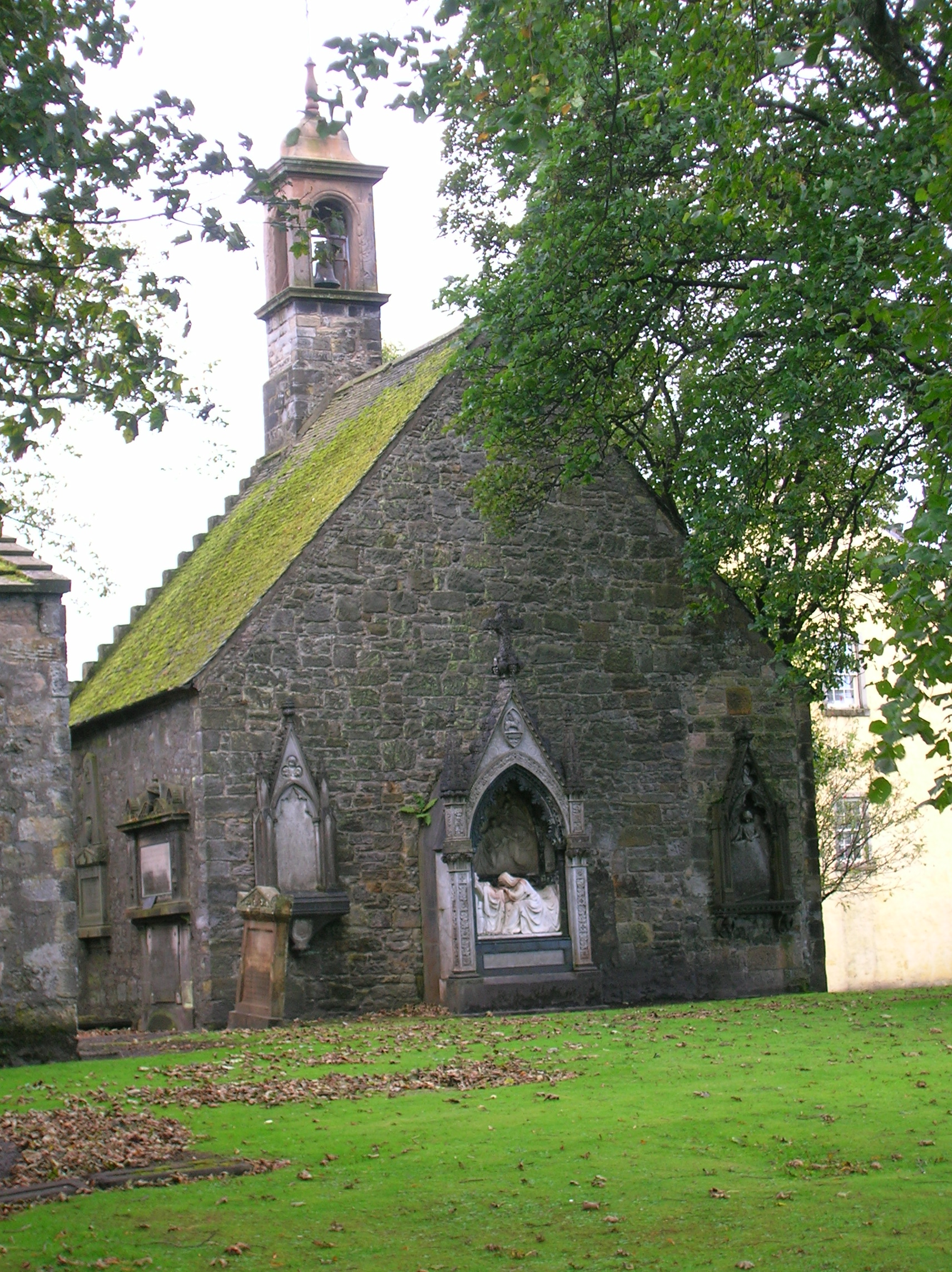
The Auld Kirk

Kilbirnie Loch, està situat a la plana d'inundació d'entre Kilbirnie, Glengarnock i Beith, i discorre al sud-oest al nord-est durant gairebé 2 km, és d'aproximadament 0,5 km d'ample per a la major part i té una superfície d'aproximadament 3 quilòmetres quadrats (740 acres). El llac és alimentat principalment per l'aigua de Maich i és drenat per l'aigua de Dubbs que passa pel Castell Semple Loch. Els primers autors sovint utilitzen el terme "Garnoth" o "Garnott" i poden estar referint-se a un únic llac gran que inclou Kilbirnie Loch i Loch Winnoch (Barr i Castle Semple Lochs). Boece, en el seu llibre de 1527, l'Historia Gentis Scotorum, diu que aquesta entitat no tenia diferències amb el Loch Doune ple de fische.
Hi ha una llarga història d'esquemes de drenatge i d'explotació agrícola a la zona de Lochwinnoch, amb intents coordinats que data del 1691 per Lord Sempill, seguits del coronel McDowal del castell de Sempil el 1774, James Adams de Burnfoot i d'altres. ] Fins a aquestes obres de drenatge, Loch Winnoch i Kilbirnie Loch gairebé es van conèixer i, sovint, ho van fer durant les inundacions, en la mesura que, com s'indica, els primers escriptors com Boece, Hollings i Petruccio Ubaldini van considerar els llacs com un, utilitzant el nom "Garnoth" o "Garnott ".

### Escola de Spier

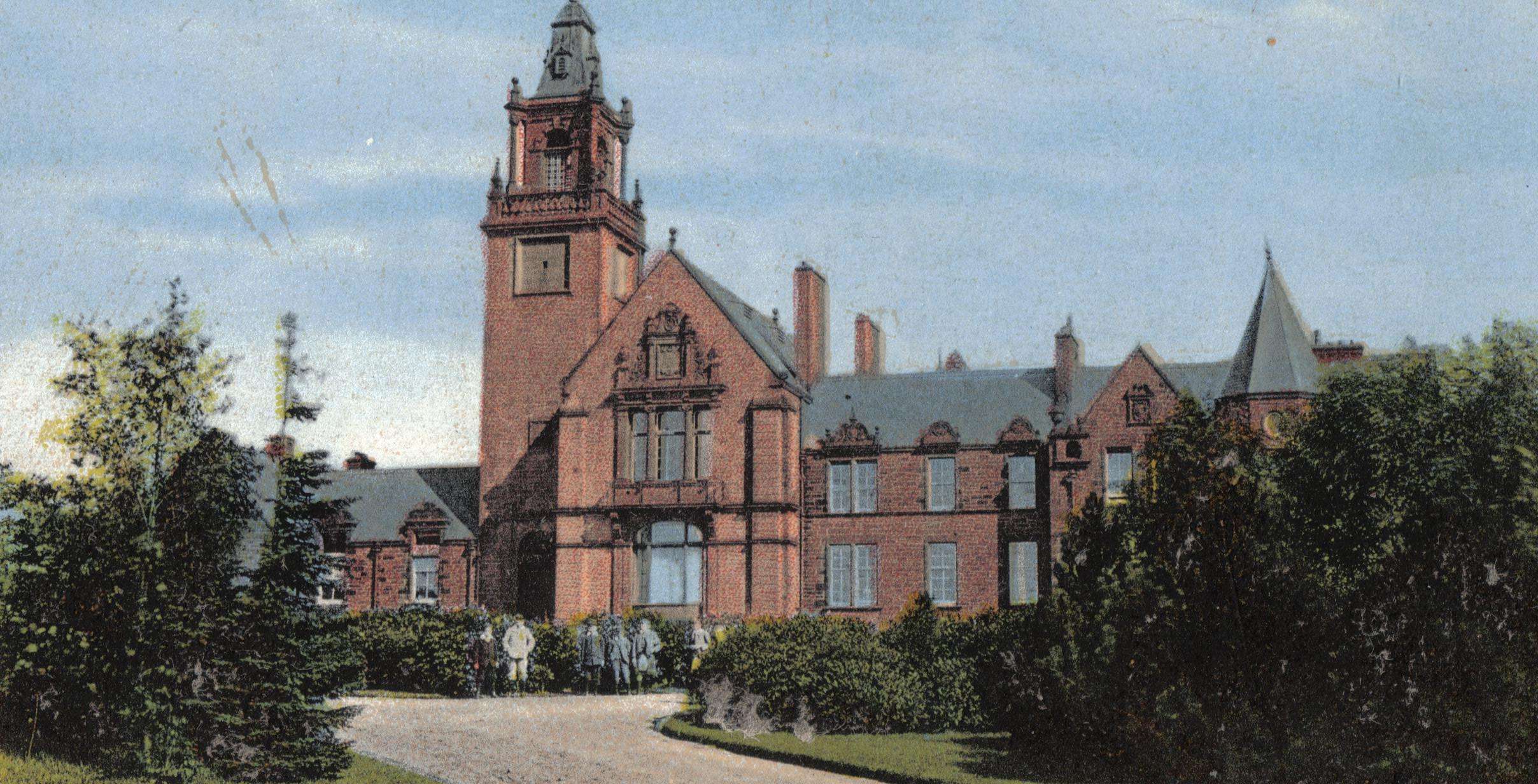
Escola de Spier

L'escola Spier (pron. Speers) es trobava a la carretera Barmill, prop de l'antiga granja Marshalland. Va ser construïda per a la Senyora Margarida Spier de Marshalland i Cuff Estate el 1887 per commemorar a John Spier, el seu fill, que havia mort als 28 anys, l'últim dels seus deu fills. Va ser dissenyat per Campbell Douglas. L'escola va començar com una tarifa pagant el dia i l'internat, passant a formar part del sistema educatiu del comtat el 1937. Després de la construcció de l'Acadèmia Garnock, l'escola de Spier va tancar el 1973 i els edificis van ser enderrocats l'any 1984. Robert Spier i la família vivien a Beith el número 62 del carrer Eglinton, anteriorment Whang Street, i que tenien inusualment la seva pròpia capella privada al recinte.
Els 16 acres (6 hectàrees) de boscos i jardins continuen sent un lloc popular per a caminadors de gossos, observadors d'ocells i per gaudir de l'entorn rural. Hi ha una sèrie de memòries per a la família de Spier en els terrenys de Auld Kirk i en l'àrea local. La família de Spier va deixar la seva confiança per proporcionar ajuda financera a aquells de la Vall de Garnock que busquen una educació més gran. The Trust és un comitè del consell d'Ayrshire del Nord. El comitè fiduciari va decidir el 2007 investigar maneres de fer un millor ús dels béns de la confiança, en particular els antics terrenys de l'escola i el consell treballava en associació per crear una organització Friends of Spires (FoS) per desenvolupar idees i buscar finançament. El Consell de North Ayrshire va tenir èxit en una aplicació a la Comissió Forestal per proporcionar fons per a una xarxa de carreteres al voltant de la zona forestal.

### Geilsland House

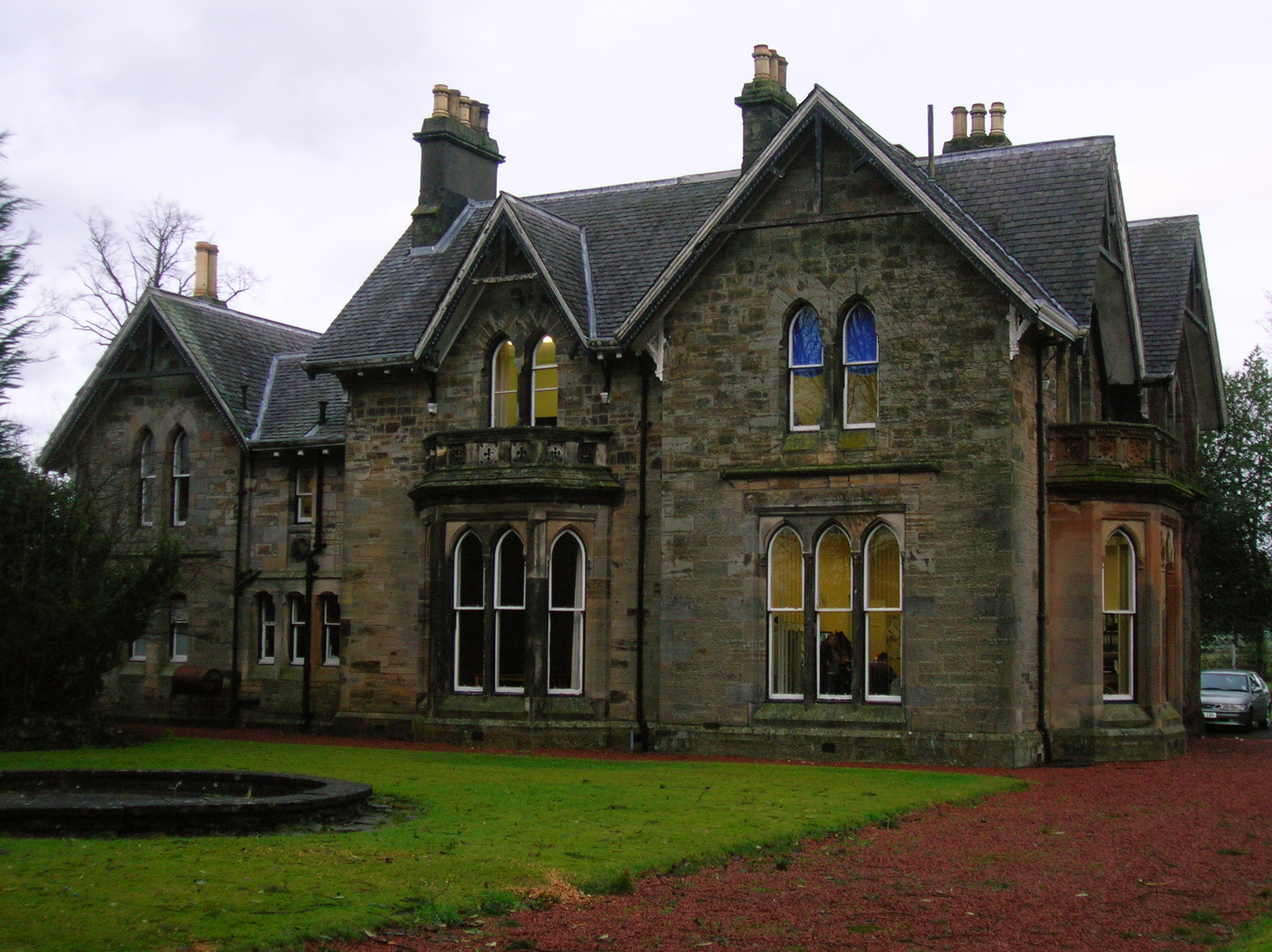
Geilsland House

William Fulton Love, escriptor i agent bancari de Beith, va construir Geilsland House i va desenvolupar aquesta petita finca propera a Gateside al segle xix, encara que els fets es remunten al segle xvii. Geilsland era una escola especial, dirigida per l'Església d'Escòcia com a part de la seva iniciativa CrossReach.

### Crummock House
Aquesta mansió i finca es trobaven als afores de Beith en una zona ara travessada pel carrer principal de Dalry a Glasgow. Construït per a la família Kerr al segle xviii, Crummock es va vendre el 1815 a William Wilson, qui va afegir a la casa i va millorar els terrenys. James Dobie, l'historiador i l'autor [46], i la seva família van viure aquí des de 1836. Ara es va demolir i es va aixecar una urbanització construïda sobre el lloc, algunes parets frontereres i una casa de camp. Les pedres històriques que havien estat incorporades a l'horta van ser donades al Centre del Patrimoni de North Ayrshire, [47] incloent la pedra arquejada coneguda com el santuari.

### The Court Hill
The Court Hill es troba a prop de Hill of Beith, per sota del lloc de Hill of Beith Castle, Gateside, en l'antiga Baronia de Beith. Dobie afirma que aquest és el turó descalç on l'abat de Kilwinning solia administrar justícia als seus vassalls i llogaters. Es tracta d'un monticle sub-ovalat i pla, situat als peus d'una petita vall. [50] Una gran quantitat de pedres grans són visibles als costats del monticle. És cobert de gespa, probablement situat en un aflorament baix, i és sobretot un treball artificial. Amb anterioritat a la canalització de la cremada que es desvia al seu voltant, el monticle probablement estava aïllat en aquesta sortida pantanosa de l'antic Boghall Loch.
Al segle xii, la baronia de Beith va ser lliurada als monjos tironensians de l'abadia de Kilwinning per l'esposa de Sir Richard de Morville. La granja o Grange dels monjos s'indica amb el nom Grange Hill i una torre castellada indicada com una vegada existent a la zona podria haver estat l'habitatge local de l'abat de Kilwinning quan visitava la baronia per lliurar justícia a la cort Hill o assistir a altres empreses i després a laird local. No s'han trobat restes clarament indiscutibles dels edificis de la torre o de la granja, però el Nou Compte Estadístic de 1845 escrit pel ministre local, George Colville, afirma que el castell estava a prop del turó del turó.

### Boghall Loch
Loch Brand o Bran era el nom pel qual abans es coneixia Boghall Loch. El llac, ara gairebé completament drenat, és la font principal de Powgree Burn i en part es troba a les terres de Boghall. Al voltant o al voltant del marge de les pilotes de llac o estaques de roure o elm s'han descobert i es creu que aquestes poden ser les restes dels crannogs.

### Beith Rocking Stone
El Beith Rocking Stone, es troba al cim de Cuff Hill. Segons el folklore local, Saint Inan freqüentava la pedra. La llegenda afirma que la pedra va sacsejar d'un costat a un en un sostre invisible, però això ja no és el cas i ara la pedra està completament a terra. Un article va ser publicat a Cumnock Chronical el 1907 sobre el motiu de la deslocalització de la pedra. Signat per Robert Boyle i Robert Currie, de Messer.

### Willowyards (Angel's Share fungus)
Els fongs de The Angels comparteixen Sycamore des de la xarxa amb una branca normal de Spier's
La zona que envolta Willowyards i el seu enllaç de whisky es caracteritzen per una taca negra que engloba totes les superfícies vivents i no vivents. La investigació que va portar a la identificació científica de l'organisme que va causar aquesta incrustació negra i vellutada es va realitzar parcialment amb mostres de Willowyard. L'organisme que produeix el que es coneix comunament com 'Tinta de l'emmagatzematge', és un fong negre, Baudoinia compniacensis, que és inofensiu i s'alimenta de la "Compartició dels Àngels" d'alcohol que s'evapora dels barrils de whisky.

## Vida social i cultural

### Festa de Saint Inan
Hi ha una celebració anual que desfila per la ciutat cada estiu. Normalment comença fora del centre comunitari de la ciutat, passant per la ciutat i acabant en els terrenys de l'escola primària del Fete a la tarda. Normalment es fa una gala a la nit.
Es tracta d'un grup de suport, afiliat a The Conservation Volunteers (TCV), que treballa amb Trust Trust, North Ayrshire Council Ranger Service & Beith Cultural & Heritage Society.
Els primers signes substancials de la regeneració del lloc van ser la construcció del mur commemoratiu de Spier, erigit el 2010, la reconstrucció dels camins i carreteres dins del recinte i la restauració del Jardí de la Coronació, finalitzat el 2011.
El grup juvenil YMBB va ser creat per membres de la comunitat per oferir als joves de Beith i el districte una oportunitat d'implicar-se en la millora de la seva ciutat i els seus voltants, alhora que proporcionava un fòrum per aprendre habilitats addicionals, compartint idees i socialitzar amb els seus companys. El grup estava molt implicat amb la desfilada de Saint Inan i altres esdeveniments locals.
YMBB es va reunir al Centre Comun Beith dues vegades per setmana, supervisat per adults dels Serveis de Joventut de la NAC. La comissió de YMBB incloïa a joves membres, adults de la comunitat i regidors locals que ajudaven a la visió general del grup i amb planificació anticipada.

### Restaurants locals
- The Merchant's Yarn
- The Eglinton Inn
- Masonic JACZ
- The Saracen's Head Hotel
- The Smuggler's Tavern

## Transport

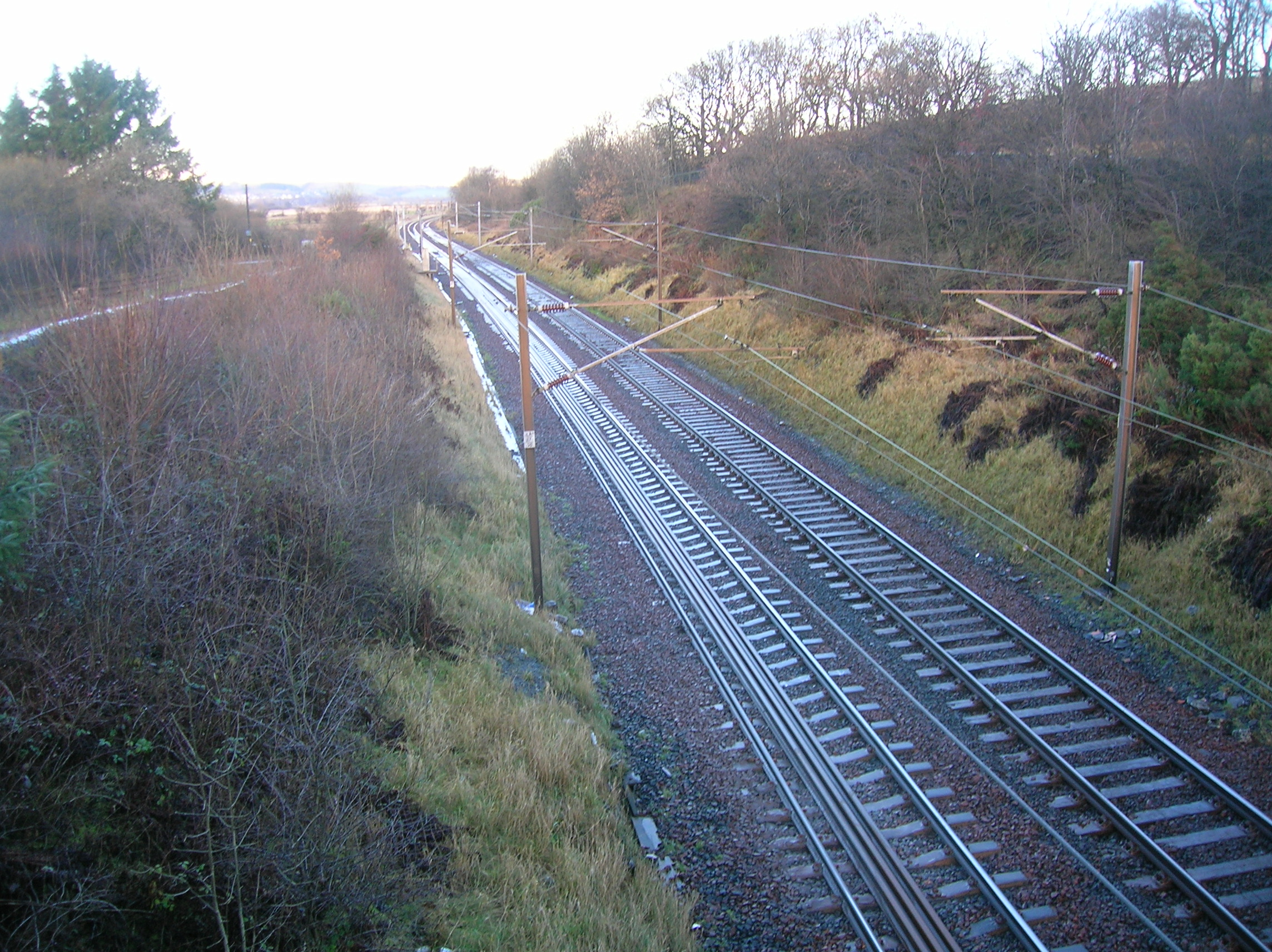
Estació de ferrocarril

La ciutat va ser servida una vegada per dues estacions de tren: Beith North, comunament coneguda com "l'estació baixa" i Beith Town. Beith North va tancar el 1951 i l'estació de la ciutat de Beith es va tancar el 1962. L'estació de ferrocarril més propera es troba a 3 quilòmetres de distància, a Glengarnock, que proporciona enllaços directes a la estación central de Glasgow i serveis a la costa de Clyde i Aeroport de Glasgow Prestwick.
Beith és aproximadament a 21 quilòmetres al sud-oest de l'aeroport internacional de Glasgow, a 21 milles (34 quilòmetres) al nord de l'aeroport de Glasgow Prestwick i a 60 quilòmetres a l'oest de l'aeroport d'Edimburg.